# Клещи за кримпване
Клещи за кримпване са клещи, с помощта на които се изпълнява кримпването в електротехниката. Съществува голямо разнообразие от кримпващи клещи в зависимост от конструкцията и размерите на съединението. При професионално използване обикновено доставчика на кримпа осигурява или препоръчва типа на използваните клещи.

## Конструкция
Независимо от голямото разнообразие на кримпващи клещи по форма и размери, има някои общи характеристики между клещите.
- На първо място това са удобни ергономични дръжки, подходящи за усилието, необходимо за кримпването.
- Има различни механизми за осигуряване на задължително цялостно затваряне на клещите при изпълнение на операцията. Целта е, те да не се отварят преди да се достигнат до крайно положение и да се получи некачествено съединение.
- Двете челюсти на клещите имат накрайници, оформени така, че да осигурят желаната форма на кримпсъединението. Изпълняват се от износоустойчив материал.
- При някои видове клещи има възможност за настройка на размера на кримпвания проводник.
- Освен ръчни кримпващи клещи, за професионално използване има електрически, пневматичани и хидравлични клещи.